# Pinhead Gunpowder
Pinhead Gunpowder – amerykański poppunkowy zespół powstały w 1991 roku. Zespół tworzą: Aaron Cometbus (perkusja, teksty), Bill Schneider (gitara basowa), Billie Joe Armstrong (gitara, wokal) i Jason White (gitara, wokal). W oryginalnym składzie zespołu z 1991 znajdował się również Mike Kirsch, który odszedł z powodu nieporozumień związanych z Green Day.

## Dyskografia

### Albumy i EP
1. Fahizah (1992)
2. Trundle and Spring (1992)
3. Jump Salty (1994)
4. Carry the Banner (1995)
5. Goodbye Ellston Avenue (1997)
6. Shoot the Moon (1999)
7. 8 Chords, 328 Words (2000)
8. 4 song 7" (2000)
9. split 7" (z Dillinger Four) (2000)
10. Compulsive Disclosure (2003)

### Kompilacje
1. Can of Pork (1992)
2. Very Small World (1992)
3. Misfit Heartbeat (1994)